# Life Among the Gorillas
"Life Among the Gorillas" es el episodio #17 de la primera temporada de How I Met Your Mother. Se estrenó el 20 de marzo de 2006.

## Trama
Marshall comienza su trabajo en la oficina de Barney y odia a sus compañeros de trabajo en el departamento legal. Lo embroman sobre Lily haciendo su almuerzo y Marshall está incómodo con los escenarios ficticios que construyen que hacen elegir a Marshall entre dos mujeres. Al final del primer día, Marshall está listo para renunciar, pero Barney lo manipula para quedarse. Barney convence a Marshall que él sería más feliz al saber que le puede dar una mejor vida a Lily. Marshall le pide a Barney consejos en cómo tratar con sus compañeros de trabajo, y Barney sugiere que se comporte como sus compañeros y así haga amigos. Cuando Marshall le cuenta a Lily sobre su plan, Lily no piensa que es una buena idea, pero Marshall piensa que él puede mantener su personalidad en el trabajo de su personalidad real. Barney le muestra a Marshall como actuar con los hombres del trabajo y Marshall tiene su aceptación. La personalidad de trabajo de Marshall también está presente en su vida. Marshall le pide a Lily que le de una oportunidad a sus compañeros de trabajo y van a un bar karaoke. Lily no la está pasando bien y cuando Marshall acepta una oferta de trabajo en la compañía de Barney, Lily se va de la mesa. Lily le pregunta a Marshall cuando abandonó sus valores pero él quiere hacer dinero por un par de años así le puede dar a Lily una vida mejor. Lily le dice que él puede darle una vida mejor con lo que él ya es. Los dos se arreglan al presentar su canción favorita en el karaoke. 
Mientras tanto, Ted lucha con su relación a larga distancia con Victoria. Él se siente culpable que Victoria le ha enviado tres paquetes y él no le ha enviado ninguno. Cuando él llama para agradecerle su paquete más reciente, él dice que le envió un paquete hace unos días. Ted le pide a Robin un consejo sobre como cubrir su mentira. Robin sugiere que le de un paquete con cosas relacionadas con Nueva York y un diario de New York Times de hace tres días. Cuando Victoria llama a Ted para agradecerle por el paquete, él accidentalmente se duerme en el teléfono. Sintiéndose culpable y frustrado, Ted planea volar a Alemania para visitar a Victoria. Pero cuando él está comprando su ticket, Victoria le envía un mensaje de correo electrónico diciéndole que necesitan hablar esa tarde. Ted se preocupa que Victoria terminará con él, pero Robin le asegura que está preocupado por ninguna razón. La llamada de Victoria tiene cuatro horas de retraso. El Ted del futuro termina el episodio al usar el juego Bilson, y dice, "Aquí está la pregunta real, son las dos de la madrugada, tus amigos todavía están cantando en el karaoke, pero tú estás en casa temprano porque estás esperando una llamada de tu novia en Alemania quién debió llamar hace cuatro horas. Y entonces... suena el teléfono." Ted responde, y Robin está en la otra línea, preguntando si quiere venir. El Ted del futuro luego dice, "¿Qué haces? Vas".

## Música
- AC/DC - "Dirty Deeds Done Dirt Cheap"
- Elton John & Kiki Dee - "Don't Go Breaking My Heart"

## Continuidad
- El póster mencionado es mostrado en "Wait for It".